# Антипиретик
Антипиретици су лекови који служе са снижавање повишене телесне температуре.
Антипиретици узрокују да хипоталамус савлада пораст температуре који је узрокован интерлеукинима.
Већина антипиретика се користи и за друге сврхе. На пример, познати антипиретици, аспирин и парацетамол, се најчешће користе за ублажавање бола. Постоје одређене расправе о примерености употребе оваквих медикамената: грозница је део одговора имунског система тела на инфекцију.